# Respect the Rock
Respect the Rock är en split CD med rockbanden The Hellacopters och Gluecifer från 1997. Skivan fick 1999 en uppföljare, Respect the Rock America med samma band.

## Låtlista
1. Gluecifer: Rock Throne
2. Gluecifer: Burnin' White
3. Gluecifer: No Way
4. The Hellacopters: You Are Nothin'
5. The Hellacopters: Kick This One Slow
6. The Hellacopters: Another Place